# Società Elettronucleare Nazionale
La Società Elettronucleare Nazionale - SENN S.p.A. était une entreprise publique italienne qui opérait dans le secteur de l'énergie nucléaire en construisant des centrales nucléaires. Ses actionnaires étaient les groupes publics Finelettrica S.p.A., Finmeccanica et Finsider, toutes filiales de la holding de l'État italien IRI.

## Histoire
La société SENN S.p.A. a été fondée le 22 mars 1957 à Rome pour construire une centrale nucléaire dans le Sud de l'Italie. En juillet de la même année, le siège social est déplacé à Naples.
En 1960, les travaux de construction de la centrale nucléaire de Garigliano à Sessa Aurunca, dans la province de Caserte, dans le cadre du projet d'énergie nucléaire du sud de l'Italie, commencent. Les travaux sont achevés en 1963, pour un coût d'environ 70 millions US$, financés par la Cassa per il Mezzogiorno, l'IRI et des entreprises privées. Elle fait partie des centrales nucléaires avec un réacteur à eau bouillante, de 160 MW, (brevet General Electric). Les composants de la turbine à vapeur Franco Tosi, de l'alternateur et du cycle thermique ont été fournis par le groupe ANSALDO et sa filiale Ansaldo-San Giorgio.
En 1962, après la nationalisation du secteur de l'électricité et la création d'ENEL, l'Ente Nazionale per l'Energia Elettrica - Agence Nationale pour l'énergie électrique, la société SENN S.p.A. transfère la centrale à l'ENEL et, le 28 juin, se transforme en Società Finanziaria Nazionale S.p.A..